# Jindřich Strniště (pedagog)
Jindřich Strniště (14. června 1860, Třebíč – 20. července 1914, Bítov) byl český pedagog a sbormistr.

## Biografie
Jindřich Strniště se narodil v roce 1860 v Třebíči, v letech 1872 – 1875 studoval na gymnáziu v Třebíči a mezi lety 1879 a 1879 studoval učitelský ústav v Brně. V roce 1879 nastoupil na pozici pedagoga v Ústavu hluchoněmých v Brně a v roce 1983 odešel do Třebíče, kde učil na škole v Nových Dvorech, tam se v roce 1910 stal také ředitelem školy. V roce 1885 začal učit také zpěv na třebíčském gymnáziu. V roce 1896 složil státní zkoušku ze zpěvu pro učitelské ústavy.
V letech 1886 – 1890 působil jako sbormistr v třebíčském spolku Vesna a v roce 1894 založil a dirigoval pěvecký spolek Lumír. Přátelil se s Antonínem Dvořákem, Vítězslavem Novákem a Rudolfem Reissigem a jejich skladby často uváděl v Třebíči. Později se spolky Vesna a Lumír sloučily ve spolek Hlahol, který také vedl Jindřich Strniště.